# 丁香油酚甲醚
甲基丁香油酚是一种天然化合物，为苯丙烯类化合物。它是丁香油酚的甲基醚，对昆虫行为和授粉很重要。它在2023年被列入IARC第2A类致癌物质。